# ألفرد إتش موسي
ألفرد إتش موسي (بالإنجليزية: Alfred H. Moses)‏ هو دبلوماسي ومحامي أمريكي، ولد في 24 يوليو 1929 في بالتيمور في الولايات المتحدة.